# 维里察
维里察（羅馬化：Vyritsa）是俄罗斯列宁格勒州的市级镇，属加特契纳区，地处列宁格勒州西南部，位于加特契纳东南、圣彼得堡南方。卢加河一支流奥列杰日河流经该地。镇内设有同名铁路车站。
1676年首次提及；1938年设工人村（市级镇）。该地2021年人口有11,602人；2010年人口11,884；2002年人口11,163；1989年人口12,656。